# Борислав Станков
Борислав Ивайлов Станков е български футболист, нападател, който играе за испанския Виляреал „Б“ под наем от Ейбар.

## Кариера
Роден е в Уеска, Испания. Станков е част от школата на Реал Валядолид от 2019 г., след като преди това е тренирал във Валенсия, СД Уеска, Реал Сарагоса и Хувентуд де Уеска. Той прави своя дебют за дублиращия отбор на 12 януари 2020 г., като влиза като резерва през второто полувреме на мястото на Карлос Донсел в равенството 2:2 от Сегунда дивисион B като гост срещу Исара.
На 29 февруари 2020 г. Станков подновява договора си до 2023 г., но получава сериозна контузия на коляното през юни, която го кара да отсъства осем месеца. На 12 април 2021 г. той удължава договора си до 2024 г.
Станков вкарва първия си гол на 18 септември 2021 г., отбелязвайки при домакинското равенство 2:2 срещу Сан Себастиан в Примера дивисион РФЕФ. Станков дебютира за мъжкия отбор на Валядолид на 8 октомври 2021 г., заменяйки своя съученик Тони Вия в домакинското равенство 1:1 в Сегунда дивисион срещу Малага КФ.
На 24 юли 2023 г. Слави е даден под наем на третодивизионния отбор Унионистас де Саламанка за сезон 2023/24. След като отбелязва 13 гола за клуба, обявява напускането си на 4 юли 2024 г., тъй като договорът му изтича.
На 10 юли 2024 г. Слави подписва двугодишен договор със СД Ейбар от Сегунда дивисион. На 7 януари, след като е рядко използван е даден под наем на Виляреал „Б“ в трета дивизия до юни.

### Национален отбор
Станков е младежки национал на Испания, като представлява Испания до 18 г. През февруари 2022 г. е съобщено, че Борислав Станков е избрал да играе за България. На 15 март 2022 г. той получава първата си повиквателна за България до 21 г. за квалификационните мачове за Евро 2023 срещу Нидерландия и Уелс на 25 и 29 март 2022 г.